# Noelle Pikus-Pace
Pour les articles homonymes, voir Pace.
Noelle Pikus-Pace, née le 8 décembre 1982 à Provo, est une skeletoneuse américaine.

## Biographie
Elle fait ses débuts en 2000 avant de rejoindre l'équipe des États-Unis en 2002. En 2005, elle remporte la coupe du monde et devient vice-championne du monde derrière la suissesse Maya Pedersen. En 2006, elle renonça aux Jeux olympiques d'hiver de 2006 à Turin en raison d'une fracture de la jambe après un crash à Calgary en octobre 2005 puis mis un terme à sa carrière à cause d'un harcèlement sexuel de la part de son entraîneur . Mais en 2007, elle revient à la compétition et alors qu'elle n'est pas dans les favorites, elle obtient le titre de championne du monde, devant cette fois-ci Maya Pedersen. Après avoir fini quatrième des JO de Vancouver 2010 sur un engin dessiné et créé par son mari Janson Pace, elle décide de retirer de la compétition de haut niveau. Mais durant l'été 2012, elle envisage de reprendre le skeleton dans l'optique de participer aux JO de Sotchi 2014. Son retour est gagnant puisqu'elle s'impose à deux reprises sur le circuit de la Coupe du monde à Königssee en Allemagne et à Sotchi en Russie en 2013, plus de huit ans après ses premières victoires. Elle est de nouveau médaillée aux Championnats du monde à Saint-Moritz, en argent derrière la britannique Shelley Rudman. En 2014, elle devient vice-championne olympique à Sotchi devancée par Elizabeth Yarnold.

## Palmarès

### Jeux olympiques d'hiver
- : Médaille d'argent en individuel aux Jeux olympiques d'hiver de 2014 à Sotchi ( Russie).

### Championnat du monde
- 2005 :  médaille d'argent en individuel.
- 2007 :  médaille d'or en individuel et  médaille d'argent en équipe mixte.
- 2013 :  médaille d'argent en individuel et  médaille d'or en équipe mixte.

### Coupe du monde
- 1 globe de cristal en individuel : vainqueur en 2005.
- 23 podiums individuels dont 9 victoires.

### Détails des victoires en Coupe du monde
| Édition   | Piste                                        |
| 2004-2005 | Winterberg Igls Sigulda                      |
| 2012-2013 | Königssee Sotchi                             |
| 2013-2014 | Park City Lake Placid Saint-Moritz Königssee |